# Никифоров Андрій Вікторович
Андрі́й Ві́кторович Ники́форов (нар. 23 січня 1969, Армянськ, Кримська область, УРСР) — радянський та український футболіст, виступав на позиції півзахисника.

## Кар'єра гравця
Народився в Армянську, але футболом розпочав займатися в Сімферополі. У 1990 році став гравцем місцевої «Таврії». Дебютував у футболці сімферопольців 26 серпня 1990 року в нічийному (1:1) домашньому поєдинку 28-го туру першої ліги радянського чемпіонату проти владикавказького «Спартака». Андрій вийшов на поле в стартовому складі та відіграв увесь матч. У дебютному для себе сезоні в першості СРСР зіграв 8 матчів, 5 з яких — у стартовому складі. Наступного сезону став гравцем глибокого резерву, на полі з'являвся дуже рідко (3 матчі в чемпіонаті СРСР, у всіх випадках — розпочинав поєдинок з лави для запасних). В пошуках стабільної ігрової практики повернувся до рідного Армянська, в якому підсилив місцевий «Титан». Команда виступала в змаганнях КФК, в армянському колективі став гравцем основи й до завершення сезону встиг відзначитися 6 голами.
Після здобуття Україною незалежності продовжив кар'єру в запорізькому «Торпедо», яке отримало можливість стартувати в першому розіграші чемпіонату України серед команд Вищої ліги. Дебютував у футболці запорізького клубу 16 лютого 1992 року в переможному (3:2) виїзному поєдинку 1/16 фіналу кубку України проти луцької «Волині». Андрій вийшов на 80-й хвилині, замінивши Олександра Зайця. У «вишці» дебютував за «торпедівців» 7 березня 1992 року в програному (0:2) виїзному поєдинку 1-го туру підгрупи 1 проти сімферопольської «Таврії». Никифоров вийшов на поле на 78-й хвилині, замінивши Ігора Якубовського. У футболці «Торпедо» у Вищій лізі провів 8 поєдинків, ще 6 матчів зіграв у кубку України.
У травні 1992 року повернувся до армянського «Титану», який отримав можливість виступати в першому розіграші чемпіонату України серед команд Перехідної ліги. Дебютував за колектив з Армянська 30 березня 1992 року в переможному (1:0) домашньому поєдинку 11-го туру підгрупи 2 проти феодосійського «Моря». Андрій вийшов на поле в стартовому складі та відіграв увесь матч. Дебютним голом за «Титан» відзначився 1 липня 1992 року в переможному (2:1) домашньому поєдинку 14-го туру підгрупи 2 Перехідної ліги проти макіївського «Бажановця». Никифоров вийшов на поле в стартовому складі та відіграв увесь матч. У команді виступав (з невеликими перервами) до 1999 року, за цей час у складі «Титану» в чемпіонатах України зіграв 184 матчі та відзначився 42-а голами, ще 15 матчів (5 голів) провів у кубку України. За період виступів у армянському колективі двічі відправлявся в оренди до клубів Вищої ліги. Влітку 1993 року знову стає гравцем «Таврії». Дебютував у футболці сімферопольського клубу 8 серпня 1993 року в нічийному (1:1) виїзному поєдинку 1-го туру Вищої ліги проти шепетівського «Темпу». Андрій вийшов на поле на 72-й хвилині, замінивши Сергія Єсіна. За першу частину сезону у Вищій лізі зіграв 8 матчів, ще 3 поєдинки провів у кубку України. Вдруге в оренду перейшов напередодні старту весняно-літньої частини сезону 1994/95 років, до вінницької «Ниви». У футболці вінничан дебютував 4 березня 1995 року в програному (0:2) виїзному поєдинку 18-го туру Вищої ліги проти львівських «Карпат». Никифоров вийшов у стартовому складі, на 28-й хвилині отримав жовту картку, а на 46-й хвилині його замінив Сергій Бабійчук. У складі «Ниви» зіграв 7 матчів у Вищій лізі та 2 поєдинки в кубку України.
Напередодні початку сезону 1999/00 років підписав контракт з вищоліговою «Зіркою», за яку дебютував 12 липня 1999 року в програному (0:1) виїзному поєдинку 1-го туру чемпіонату України проти донецького «Шахтаря». Олександр вийшов на поле в стартовому складі, а на 75-й хвилині його замінив Сергія Лавриненка. За першу команду «Зірки» провів 6 матчів у Вищій лізі, за другу команду — 8 поєдинків у Другій лізі. Під час зимової перерви повернувся в «Титан», за який дебютував 1 квітня 2000 року в переможному (3:0) виїзному поєдинку 14-го туру групи Б Другої ліги проти комсомольського «Гірника-спорту». Никифоров вийшов на поле в стартовому складі та відіграв увесь матч, а на 37-й хвилині відзначився голом у воротах «Гірника». В армянському колективі був одним з ключових гравців, провів у команді менше 4-х сезонів, за цей час у Другій лізі зіграв 117 матчів та відзначився 13 голами, ще 6 поєдинків відіграв у кубку України.
Навесні 2004 року підсилив КЗЕСО. Дебютував за каховський колектив 28 квітня 2004 року в переможному (6:1) домашньому поєдинку 1-го туру 5-ї підгрупи аматорського чемпіонату України проти херсонського «Укррічфлоту». Андрій вийшов на поле в стартовому складі, а на 75-й хвилині його замінив Микола Кучерявий. Єдиним голом за КЗЕСО відзначився 12 травня 2004 року на 77-й хвилині (реалізував пенальті) переможного (1:0) виїзного поєдинку 2-го туру 5-ї підгрупи аматорського чемпіонату України проти красноперекопського «Хіміка». Никифоров вийшов на поле в стартовому складі та відіграв увесь матч. У футболці каховського колективу зіграв 4 матчі (1 гол) в аматорському чемпіонаті України, а також провів 1 матч у кубку Херсонської області (фінальний поєдинок).
Востаннє на футбольне поле як гравець виходив у 2012 році в футболці аматорського клубу «Галант» (Чаплинка).

## Сім'я
Андрій Никифоров має сина — Павла. Він до 2014 року займався в Училищі олімпійського резерву (Сімферополь). Після анексії Криму отримав російський паспорт, у 2015 році виступав за фейковий сімферопольський клуб «Скіф».